# A kislovag (film)
A kislovag (lengyel címe: Pan Wołodyjowski) 1967. október 13. és 1968. szeptember 16. között forgatott, és 1969-ben bemutatott lengyel film. Jerzy Hoffman rendező alkotása Henryk Sienkiewicz regénye alapján készült. A film a lengyelek 17. századi történelmét idézi, a török megszállás elleni harc korát.
A trilógia befejező részének előzményei: a Tűzzel-vassal (1999) és az Özönvíz (1974), melyeket ugyancsak Jerzy Hoffman rendezett.
A kislovag 13 részes fekete-fehér tévéfilmsorozat változata a Przygody pana Michała, Magyarországon Michał úr kalandjai, Mihály úr kalandjai címeken játszották.

## Történet
|  | Alább a cselekmény részletei következnek! |

Henryk Sienkiewicz regénytrilógiájának harmadik (záró) része A kislovag. 
20 év telt el a lengyel történelemben az Özönvíz története (a lengyel-svéd háború) óta.
1668-ban Michał Wołodyjowski ezredes a menyasszonyával az esküvőjére tartott, amikor rablók támadták meg őket, és annak ellenére, hogy a kislovag sikeresen ellenállt a banditáknak, a menyasszonya meghalt. A kiváló vitéz és kardforgató, kedvese halála után szerzetesnek állt, ám bajtársai, a derék Zagłoba és a jóképű Ketling nem tűrhették, hogy Michał, a kitűnő katona kolostorban imádkozó barátként élje le hátralévő életét, ezért csellel kiszabadították.
A lengyelek legendás hősei később megismerkedtek két nemes kisasszonnyal, Krystinával és Barbarával, akik ellentétes karakterek voltak: Krystina nyugodt és átgondolt, Basia tűzrőlpattant és életvidám. Wołodyjowski és Krystina közel kerültek egymáshoz, titokban már az eljegyzésüket tervezték, amikor megjelent a kastélyban Ketling, aki nem tudott barátja terveiről. Míg a kislovagot távol tartották hivatalos teendői, Krystina hamarosan rájött, hogy valójában Ketlinget szereti. Viszont a Wołodyjowskinak tett ígéretét sem akarta megszegni, ezért elhatározta, hogy kolostorba vonul. A négy szív kavargása majdnem tragédiához vezetett, de a barátság felülkerekedett a végzeten. A vadóc Basia – aki már régóta szerelmes volt a kislovagba – lett Wołodyjowski felesége.  
1671-től a lovag további sorsát a török elleni harc, a belső nemesi cselszövések, a bajtársi hűség, az önfeláldozás szabták meg.
|  | Itt a vége a cselekmény részletezésének! |

## Szereplők

Wołodyjowski és Ketling

| Szereplő                     | Színész                | Magyar hang        | Magyar hang        |
| Szereplő                     | Színész                | 1. magyar szinkron | 2. magyar szinkron |
| ---------------------------- | ---------------------- | ------------------ | ------------------ |
| Michał Wołodyjowski          | Tadeusz Łomnicki       | Szabó Gyula        | Sörös Sándor       |
| Barbara Jeziorkowska (Basia) | Magdalena Zawadzka     | Halász Judit       | Zakariás Éva       |
| Azja Tuhajbejowicz           | Daniel Olbrychski      | ?                  | ?                  |
| Jan Onufry Zagłoba           | Mieczyslaw Pewlikowski | Velenczey István   | Kisfalussy Bálint  |
| Ketling Hassling of Elgin    | Jan Nowicki            | ?                  | ?                  |
| Krystyna Drohojowska         | Barbara Brylska        | ?                  | ?                  |
| Jan Sobieski                 | Mariusz Dmochowski     | ?                  | ?                  |
| Potocki tábornok             | Wiktor Grotowicz       | ?                  | ?                  |

## Érdekességek
A film költsége elérte a 40 millió dollárt. Az alkotók hatalmas kültéri dekorációkat készítettek, felújították Kamieniec Podolski várát. Egyes jelenetekben több ezer jelmezbe öltözött statiszta szerepelt.
A film címszereplőjét ragyogóan ábrázolja Tadeusz Łomnicki, aki alaposan felkészült a „kis lovag” szerepére, többek között fél évig tanult lovagolni.
A premierre 1969. március 26-án került sor Kielcében, a lengyel miniszterelnök két nappal később tekintette meg a filmet Varsóban.
A film 70 példányban készült, ami lehetővé tette a szélesebb körű elterjedését.
A Pan Wołodyjowski megjelenésétől kezdve nagy nézettségnek örvendett, a lengyel filmművészet történetének máig is kiemelkedő alkotása.

## Baki
- Kb. 2 óra 18. percnél a lőporraktár felrobbantásakkor a háttérben lévő úton elrobog egy teherautó.